# سیارک ۲۱۶۴۰
سیارک ۲۱۶۴۰ (به انگلیسی: 21640 Petekirkland، نامگذاری:1999NX39) بیست و یک هزار و ششصد و چهلمین سیارک کشف شده‌است که در ۱۴ ژوئیه ۱۹۹۹ کشف شد.
قدر مطلق سیارک برابر ۱۶.۲ است.